# Hang Krubera
Hang Krubera (Gruzia: კრუბერის გამოქვაბული; hay hang Voronya, đôi khi viết là hang Voronja) là một hang động nằm ở khối núi Arabika, thuộc dãy Gagrinsky của Tây Kavkaz, trong huyện Gagra của Abkhazia, một vùng ly khai của Gruzia.
Được phát hiện vào năm 2001, lối vào hang động chỉ cao 20 mét nhưng từ cửa hang tới điểm sâu nhất của hang đạt chiều dài 2.197 mét và là hang sâu nhất thế giới. Năm 2004, lần đầu tiên trong lịch sử, đoàn thám hiểm Hiệp hội hang động quốc gia Ukraina đi tới độ sâu trên 2.000 mét, và khám phá các hang động ở độ sâu âm 2080 m (-6.824 ft). Gennadiy Samokhin sau đó đã lặn tại hang và đã đạt đến 46 mét chiều sâu vào năm 2007, đến năm 2012 đã đạt đến 52 mét, thiết lập kỷ lục thế giới là 2.191 mét và 2.197 mét. Tuy nhiên, độ sâu của Krubera còn lớn hơn thế và hang động này vẫn chỉ được biết đến là một trong những hang động sâu nhất thế giới ở độ sâu hơn 2.000 mét.